# Cove Burying Ground
Der Cove Burying Ground ist ein historischer Friedhof in Eastham im Bundesstaat Massachusetts der Vereinigten Staaten. Er wurde von 1646 bis 1770 für Beerdigungen genutzt und 1999 in das National Register of Historic Places eingetragen.

## Allgemeine Beschreibung
Der Friedhof liegt im Südosten Easthams an der Massachusetts Route 6 und wurde nach der Bucht (englisch cove) benannt, an die er angrenzt. Das Grundstück besitzt einen rechteckigen Grundriss mit einer Gesamtfläche von rund 1 Acres (0,4 ha) und wird auf der Nord-, Süd- und Westseite von mit Eisenstäben verbundenen Granitpfeilern sowie im Osten durch unregelmäßig gepflanzte Bäume begrenzt. Der Haupteingang für Fußgänger befindet sich auf der nach Westen ausgerichteten Straßenseite.
Der Cove Burying Ground ist eine der wenigen aus der Mitte des 17. Jahrhunderts erhaltenen Strukturen der Gründungszeit von Eastham. Er wurde 1646 unmittelbar neben dem ersten Rathaus der Stadt errichtet und bis 1770 genutzt, wenngleich 1720 mit dem Bau des Bridge Road Cemetery eine gleitende Übergangsphase zum neuen Friedhof einsetzte. Auf dem Cove Burying Ground sind viele der ersten Siedler von Eastham begraben.
Der Friedhof umfasst insgesamt 50 bekannte Gräber, von denen 37 noch über ihren originalen Grabstein verfügen. Die meisten wurden aus Schiefer hergestellt, es gibt aber auch zwei Grabsteine aus Sandstein sowie einen aus Phyllit. In ihrer Gesamtheit zeigen sie die Grabsteinkunst der Kolonialzeit.